# Standard 9.5
La 9.5 è un'autovettura prodotta dalla Standard dal 1914 al 1915 e nel 1919.
Nel 1914, la 9.5 era l'unico modello presente nella gamma offerta dalla Standard, dato che nell'anno in questione terminò la produzione della 20 hp. La 9.5 possedeva un motore in linea a quattro cilindri e valvole laterali da 1.087 cm³ di cilindrata. L'alesaggio e la corsa erano, rispettivamente, 62 mm e 90 mm.
Con lo scoppio della prima guerra mondiale, la Standard fu obbligata a convertire i propri impianti alla produzione bellica, e sospese pertanto l'assemblaggio delle autovetture. La 9.5 non fu un'eccezione, e quindi dal 1916 uscì temporaneamente di produzione. L'assemblaggio della 9.5 riprese nel 1919 a conflitto terminato. La riedizione del modello ebbe però in dotazione un motore più grande. La corsa venne allungata a 110 mm, e ciò portò la cilindrata a 1.328 cm³. Inoltre, le dimensioni della vettura vennero aumentate nel complesso.